# Pancur (Temayang)
Pancur is een bestuurslaag in het regentschap Bojonegoro van de provincie Oost-Java, Indonesië. Pancur telt 1732 inwoners (volkstelling 2010).